# Caleuche

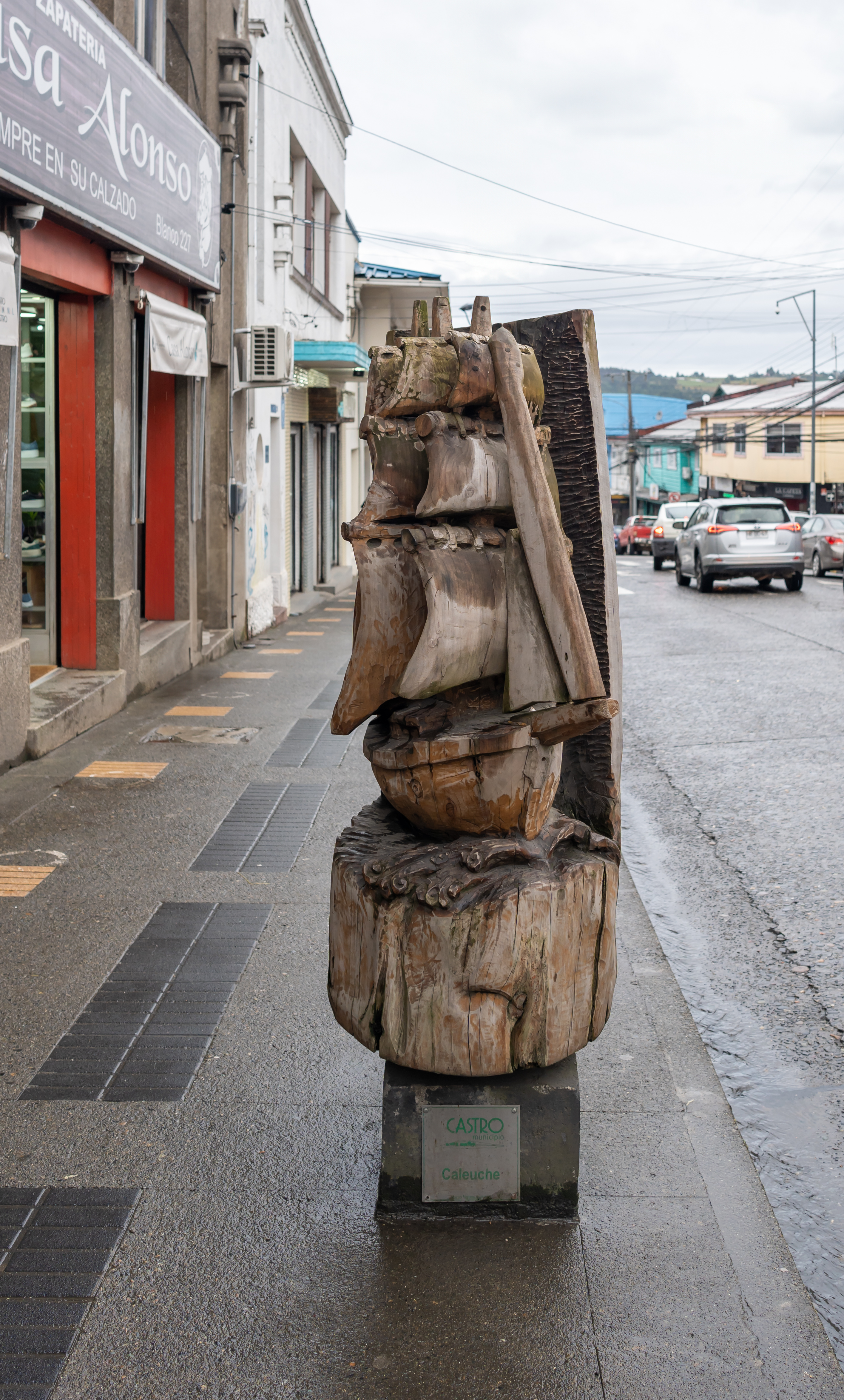
Escultura del Caleuche en Castro

El Caleuche (del mapudungún kalewtun, «transformar, trocar» y che, «gente»: «gente transformada»), también llamado el Marino, Buque de Arte, Buque de Fuego, Barcoiche, Buque Fantasma o Barco de los Brujos, es un legendario barco fantasma de la mitología de Chiloé en el sur de Chile.

## Origen de la leyenda
La leyenda del Caleuche se relaciona con muchos aspectos de la historia y de las creencias del Archipiélago de Chiloé.
Entre las varias hipótesis que se han propuesto en el origen de la leyenda, se sugiere que puede ser una readaptación de la leyenda europea del barco fantasma conocido como «el holandés errante». También se ha sostenido que se basó en hechos reales, tales como la desaparición del barco holandés «El Calanche» o en las desapariciones misteriosas de expediciones españolas al Estrecho de Magallanes. Otra posibilidad es que la leyenda tenga como fundamento la llegada al archipiélago de buques corsarios neerlandeses, entre ellos, el dirigido por Baltazar de Cordes, una expedición que en 1600 capturó la isla por un breve periodo. Otra interpretación sostiene que originalmente fue solo una invención para ocultar operaciones de contrabando en el archipiélago de Chiloé.
Hay quienes igualmente relacionan su origen con el fenómeno de los osnis (objetos sumergibles no identificados).

## Descripción
De acuerdo con Renato Cárdenas, El Caleuche es un barco maravilloso que lleva música y luz por los numerosos canales chilotes. Ciertas condiciones, como los días de neblina, hacen posible verlo o sentirlo. Ruidos de cadenas, de fiesta, y una magistral figura de buque escuela, lo hacen inconfundible. Para algunos es una visión incorpórea y puede atravesar a otra embarcación, mientras que otros señalan que han estado hasta en fiestas en su interior. 
A los marinos del Caleuche les gustan las fiestas, en especial en tierra y donde haya mujeres, por lo que se conciertan con comerciantes que tengan muchas hijas para ello. A cambio, El Caleuche los aprovisiona de mercaderías como retribución. Así los lugareños explican el rápido surgimiento de algunos comerciantes a los que no se les ve comprar nada y prosperar rápidamente. Estos protegidos de El Caleuche generalmente tienen gallinas negras y botes alquitranados con sogas de quilineja.
El Caleuche puede desaparecer cuando desea no ser visto y adoptar la forma de una piedra o un palo, y su tripulación transformarse en lobos marinos o cahueles (delfines). Además, alcanza una extraordinaria velocidad.
Para observar al Caleuche sin ser visto, se dice que hay que ponerse una champa en la boca, porque lo primero que ellos sienten es el aliento. También hay algunos árboles tras los cuales uno se puede ocultar para no ser llevado por el Caleuche, entre ellos el maqui y el tique.
Muchos piensan que los marinos de este barco llevan una pierna pegada al espinazo, igual que el invunche. Sin embargo, otros los describen como personas muy bien presentadas, con ropas especiales y al saludarlos uno aprieta una mano muy fría. En general, son correctos en su trato y con ayuda de sus colaboradores del mar recogen a los náufragos.
Algunos piensan que su puerto final es la Ciudad de los Césares, lugar maravilloso enclavado en algún punto de la Cordillera de Los Andes y donde sus residentes viven eternamente.
Los marinos chilotes recomiendan que, al navegar, hay que hacerlo con respeto: no se debe ni cantar, ni silbar, ni armar desorden, pues esto enoja a El Caleuche y quizás qué resultado puede acarrear.

## Otras versiones
En definitiva, existen varias versiones que se complementan y/o que a veces difieren mayor o menormente en los detalles. Sin embargo, lo que todas señalan es que se trataría de una nave que puede aparecer o desparecer en medio de la noche, y que sería peligroso encontrarse con este mítico barco. La teoría más aceptada señala que es un barco que recoge a los muertos y viven para siempre en él, rodeados de fiestas y celebraciones.

### Barco mágico hogar de los muertos en el mar
Una versión popular dice que este barco recoge a los muertos de las aguas y les da una nueva vida a bordo, como tripulantes que pasaran la eternidad en fiestas y celebraciones; barco mágico, el cual fue creado por el Millalobo para la Pincoya y sus hermanos, con el objetivo de que puedan cumplir con este fin.

### Barco maldito de marinos y pescadores esclavos
Otra versión cuenta que el mítico barco también aparecería en los mares de Chiloé para embelesar a los pescadores con una música maravillosa, y así atraerlos para convertirlos en tripulantes esclavos que estarían malditos por toda la eternidad llevando una pierna doblada sobre la espalda, de forma similar al Invunche, con el fin de utilizarlos como eternos sirvientes de su tripulación.

### Barco mágico de transporte de los Brujos de Chiloé
Tan extendida como la idea de que es un barco de los muertos y de marineros esclavos, se halla la versión de que también se trataría de una mágica nave en la cual los brujos de Chiloé hacen sus fiestas y transportan las mercaderías, luego de este viaje los brujos vuelven de un viaje que lo hacen cada 3 meses para mejorar las habilidades mágicas que poseen.
Sin embargo se dice que solo los brujos pueden abordarlo y únicamente usando al Caballo marino chilote como medio de transporte; ya que por órdenes del Millalobo, está prohibido que otros seres lo aborden o que se acceda por otros medios al barco.

### Barco mágico de contrabando
Igualmente existe la creencia de que la tripulación del Caleuche hace pactos mágicos con ciertos comerciantes, asegurándoles prosperidad material a cambio de que guardando el secreto, les hagan ciertos favores o servicios; como sería el prestar sus casas para las fiestas del barco y otros fines ilegales u oscuros. 
Cuando una persona en Chiloé acumulaba rápidamente fortuna, se rumoreaba entre sus vecinos que era porque mantenía relaciones con tripulantes del Caleuche o con los brujos. Estas historias se acrecentaron durante los días que siguieron al terremoto de 1960 porque algunas de esas casas no fueron tocadas por los incendios que arrasaron el puerto de Castro. En esa misma década, la época del Puerto Libre, se contaba que cerca de las casas de comerciantes prósperos del archipiélago de Chiloé, en muchas noches se oían ruidos de cadenas como si un barco estuviera fondeando; se explicaba que era el Caleuche que estaba desembarcando furtivamente en la playa cuantiosas mercaderías o tesoros, aunque muchos no creían esta explicación sobrenatural y preferían buscar la causa en contrabandistas terrenales.
Esta historia tuvo tal difusión, que incluso hasta hoy en día se sospecha cuando un comerciante recientemente exitoso, ha recibido poco tiempo antes la noticia del naufragio de una embarcación que llevaba a bordo a uno de sus familiares. La razón es que se dice que su familiar se halla a salvo y seguro a bordo del Caleuche y/o que se ha hecho un trato con los brujos.
Se dice que tantas riquezas se deben a que las personas que están a bordo del Caleuche, en los viajes que realizaría este mágico barco, serían llevadas a visitar ciudades fantásticas que se encuentran instaladas en el fondo del mar; y que además se les revelarían las ubicaciones de los grandes tesoros ocultos en el mar; y que su tripulación conoce el camino hasta la Ciudad de los Césares. De esta forma los brujos les permitirían gozar de una pequeña porción de estos tesoros, y si está vivo también regresar a su hogar; pero con la amenazante condición de que tienen que hacer algún tipo de trato con ellos y que deben mantener esos secretos hasta la muerte. Si no se respeta el trato, se expondrían a ser severamente castigados.

### Ser mágico consciente
Existe también una versión que indica que el Caleuche sería realmente un ser creado y dotado de conciencia, y que explica su comportamiento maligno como un afán de venganza.
Según esta interpretación de la historia, originalmente el Caleuche era solo un buque fantasma, pero el Millalobo le habría otorgado el don de la conciencia, y grandes poderes; con el objetivo de que el Caleuche actúe como el lugar de permanencia de las almas de los difuntos que produce el mar, y que son rescatadas por los hijos del Millalobo.
Se dice que al poco tiempo de su transformación; tuvo por pareja a una loba marina. El Caleuche era feliz con su pareja, con la cual nadaba transformado en un gran lobo marino; pero un día esta fue muerta cruelmente por unos pescadores en la Isla Tenglo, frente a Puerto Montt. Al enterarse de la muerte de su amada, el Caleuche muy enojado habría jurado vengarse de todo ser humano vivo. Se dice que por este motivo, habría mandado a Puerto Montt grandes males; tales como algunas erupciones del volcán Calbuco, unos incendios que consumieron propiedades e incluso el robo de la mujer más bonita del puerto. Igualmente Este hecho habría sido la razón de su juramento de atraer a todos los marineros y pescadores que encuentra, para hacerlos esclavos de su tripulación, y la razón de que además habría aceptado ayudar a los brujos de Chiloé, transportándolos; pero a pesar de todo esto igualmente debe seguir cumpliendo el mandato sagrado del Millalobo. 
Además de atraer a los marineros para hacerlos esclavos, se dice que él tiene la capacidad mágica de castigar a aquellos que lo miran y que no puede lograr atrapar; usando su poder para deformar al infortunado que lo ve sin permiso, al girarle la cara hacia la espalda y dejándole la boca torcida, o dándole una muerte o una locura repentina. Así, se dice que la persona que quiera mirar al Caleuche y no sufrir el mágico castigo, debe procurar que el buque y sus tripulantes no se den cuenta de su osadía.

## El Caleuche en la cultura popular

### Literatura
- La novela Caleuche (1946), de la escritora chilena Magdalena Petit es una obra chilena que adapta y da a conocer la leyenda del Caleuche.
- Abordaje al Caleuche (1980), libro de Antonio Cardenas Tabies
- Artemio y el Caleuche (2003) de María de los Ángeles Pávez, ilustraciones de Paloma Valdivia.
- El Caleuche aparece en la serie de libros de Luke Coles del autor Josh Walker. En los libros, el Caleuche es un barco vivo que viaja por el mundo con una tripulación de cazamonstruos.
- También existe una revista de cómics de antología en Chile llamada Caleuche Cómic, uno de cuyos personajes recurrentes fue "El Brujo", un superhéroe con poderes y aliados derivados del mito de la brujería chilota.

### Cine
- La película chilena Caleuche, el llamado del mar (2012), del director Jorge Olguín, adapta libremente la leyenda.
- El cine argentino también usó la leyenda del Caleuche en la película La nave de los locos (1995), del director Ricardo Wullicher.

### Música
- "A pique se fue el Caleuche" de Cecil González, canción finalista en el Festival Internacional de la Canción de Viña del Mar de 1987, interpretada por Hector Titin Molina y Los Aucas
- "El Caleuche" (1988), canción del grupo Chamal
- La canción "Caleuche" de Quilapayún, álbum musical Al Horizonte (1999)
- El grupo de heavy metal chileno Six Magics editó en 2003 el disco The secrets of an island, dedicado a la mitología chilota, incluyendo el tema Caleuche (The Flying Dutchman); el cual hace referencia a este barco.
- El grupo chileno de celtic metal Brîselas en el disco ...Más Allá del sol (2010), incluye el tema La leyenda del Caleuche.
- "El Caleuche" (2013), canción del productor musical europeo Argyros.
- "El Caleuche" (2014), canción de Gabriela Pizarro